# Okres Žilina
Der Okres Žilina ist eine Verwaltungseinheit im Norden der Slowakei mit 160.360 Einwohnern (Stand: 31. Dezember 2024) und einer Fläche von 815 km². Im Uhrzeigersinn grenzt er an die Okresy Kysucké Nové Mesto, Čadca, Dolný Kubín, Martin, Prievidza, Ilava und Považská Bystrica (letzte drei genannte im Trenčiansky kraj), Bytča und wieder Čadca.
Die Landschaft variiert vom Talkessel Žilinská kotlina, der sich von Fačkov über Rajec und Žilina bis etwa Terchová erstreckt und wo sich die Mehrheit der Bevölkerung konzentriert, über die Bergländer Kysucká vrchovina im Nordosten und Súľovské vrchy im Westen, bis zu den Gebirgen Javorníky nordwestlich von Žilina und insbesondere die Kleine Fatra, welche mit beiden Unterteilungen Lúčanská Fatra im Süden und Krivánska Fatra im Norden, die Ostgrenze des Okres bildet. Der Hauptfluss ist die in Ost-West-Richtung fließende Waag, die hier in den Stauseen Žilina und Hričov verstaut ist. In Žilina münden in den Strom Flüsse Kysuca vom Norden und Rajčanka vom Süden; ein weiterer Zufluss ist die Varínka vom Osten.
Im Verkehr ist die Bedeutung insbesondere an die Stadt Žilina angebunden. In der Stadt münden die in West-Ost-Richtung verlaufenden Straßen 1. Ordnung 61 und 18 (E 50), nach Norden gehende Straße 1. Ordnung 11 (E 75) und vom Süden kommende Straße 1. Ordnung 64 in die Ringstraße von Žilina, Straße 1. Ordnung 60. Das Netz wird durch Landesstraßen II/507, II/517 und II/583 ergänzt. Westlich und nördlich von Žilina befindet sich ein Teilstück der Autobahn D3, das lediglich als Zubringer zur Autobahn D1 nach Bratislava dient.
Ebenfalls in Žilina treffen sich drei zweigleisig ausgebaute Strecken: von Bratislava, von Bohumín (Tschechien) und von Košice. Damit liegt die Stadt etwa in der Mitte der slowakischen Eisenbahnverbindung Bratislava–Košice. Dazu kommt auch eine Lokalbahn von Rajec.
Westlich von Žilina befindet sich der Flughafen Žilina.
Historisch gesehen liegt der Bezirk vollständig im ehemaligen Komitat Trentschin (siehe auch Liste der historischen Komitate Ungarns). In der Verwaltungsgliederung der Tschechoslowakei in den Jahren 1960–1990 war er Teil des Okres Žilina, innerhalb des Stredoslovenský kraj (Mittelslowakischer Landschaftsverband).

## Bevölkerung
| Jahr                | 1994    | 2004    | 2014    | 2024    |
| ------------------- | ------- | ------- | ------- | ------- |
| Anzahl der Personen | 154.965 | 156.869 | 155.989 | 160.360 |
| Unterschied         |         | +1,22 % | −0,56 % | +2,80 % |

| Jahr                | 2023    | 2024    |
| ------------------- | ------- | ------- |
| Anzahl der Personen | 160.538 | 160.360 |
| Unterschied         |         | −0,11 % |

## Städte
- Rajec (Rajetz)
- Rajecké Teplice (Bad Rajetz)
- Žilina (Sillein)

## Gemeinden
| - Belá - Bitarová - Brezany - Čičmany (Zimmermannshau) - Divina - Divinka - Dlhé Pole - Dolná Tižina - Dolný Hričov - Ďurčiná - Fačkov (Fatschenhau) - Gbeľany - Horný Hričov - Hôrky - Hričovské Podhradie - Jasenové - Kamenná Poruba | - Kľače - Konská - Kotrčiná Lúčka - Krasňany - Kunerad - Lietava - Lietavská Lúčka - Lietavská Svinná-Babkov - Lutiše - Lysica - Malá Čierna - Mojš - Nededza - Nezbudská Lúčka - Ovčiarsko - Paština Závada - Podhorie | - Porúbka - Rajecká Lesná (Friewald) - Rosina - Stránske - Stráňavy - Stráža - Strečno - Svederník - Šuja - Teplička nad Váhom - Terchová - Turie - Varín - Veľká Čierna - Višňové - Zbyňov |

Das Bezirksamt ist in Žilina, eine Zweigstelle in Rajec.

## Kultur
In dem Artikel Denkmalgeschützte Objekte im Okres Žilina findet man Informationen über die vom slowakischen Denkmalamt geschützten Objekte im Okres.